# St. Primus und Felician (Jamnik)

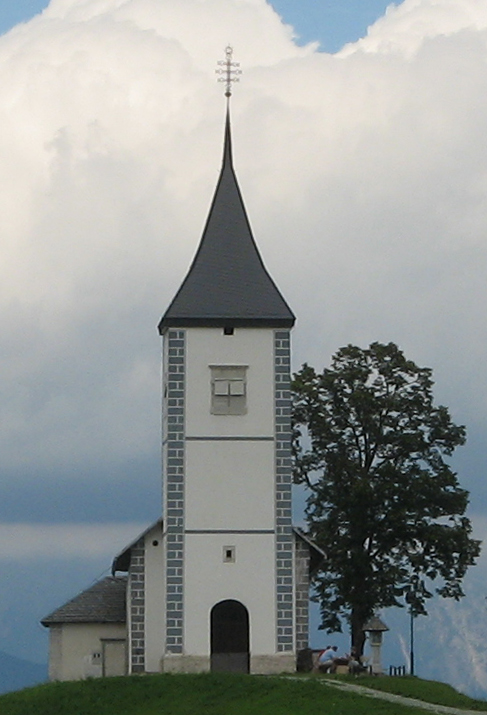
St. Primus und Felician

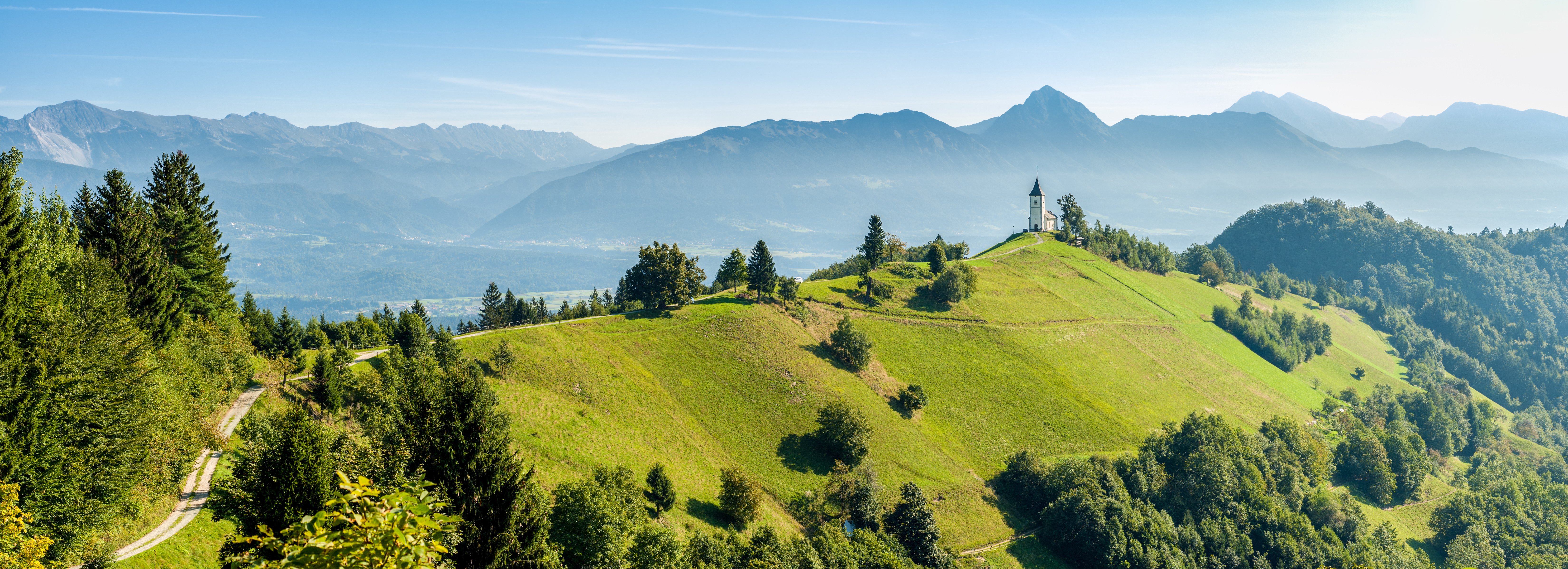
Die Kirche auf dem Bergvorsprung

St. Primus und Felician ist eine römisch-katholische Filialkirche im slowenischen Dorf Jamnik, das zur Stadt Kranj gehört. Die Kirche ist Teil der Pfarrei St. Ägydius in Besnica bei Kranj. Die Kirche steht am Ende eines Bergvorsprungs mit weiter Sicht in das Laibacher Becken, auf die Karawanken und die Steiner Alpen. Sie gilt als wertvolles Kulturdenkmal Sloweniens.

## Geschichte
Der Überlieferung nach sollte das Gotteshaus näher bei Jamnik in Richtung Dražgoše entstehen, wurde jedoch mitsamt dem Baumaterial auf unerklärliche Weise an den heutigen Standort versetzt. Erstmals urkundlich erwähnt wurde die Kirche 1501 im Urbar der Bischöfe von Freising als Filialkirche des Vikariats und der Pfarrei Selea. In der Zeit der Türkeneinfälle diente dieser Ort als weithin sichtbarer Signalpunkt. Heute ist die Kirche der Pfarrei St. Aegydius in Besnica zugeordnet, die zum Erzbistum Ljubljana gehört.

## Baustil und Ausstattung
Der Bau umfasst ein rechteckiges Kirchenschiff, ein dreiseitig geschlossenes Presbyterium und einen an das Kirchenschiff anschließenden Glockenturm mit pyramidialem Dach. Die Fassade mit graphitgrauen Ecksteinen stammt aus Renaissance- und Barockzeit, der Kern ist mittelalterlich. Das Presbyterium erhielt auf Sockelhöhe seine heutige gotische Form, während die ursprünglichen Spitzbogenfenster bei Renovierungen verändert wurden. Der Turm entstand bei einem größeren Umbau 1759 und wurde im 19. Jahrhundert nochmals verändert. Nach dem Zweiten Weltkrieg erhielt er ein neues, mit Schiefer gedecktes Spitzdach.
Im Innenraum besaß das Kirchenschiff ursprünglich eine flache Holzdecke, die 1863 durch ein Tonnengewölbe ersetzt wurde. Fensteröffnungen und das spitzbogige Hauptportal aus grünem Tuffstein wurden im Laufe der Zeit ebenfalls verändert. Das Presbyterium mit gotischem Rippengewölbe aus dem späten 15. Jahrhundert ist mit Schlusssteinen in Form von Köpfen und Ornamenten versehen. Deren Fresken dem Meister Bolfgangovega im 15. Jahrhundert zugeschrieben werden.
Die Wandmalereien zeigen Apostel- und Heiligendarstellungen. An der Nordwand sind St. Jakobus d. J., St. Philipp, St. Jakobus d. Ä. und St. Johannes zu sehen, an der Südwand St. Katharina, St. Margareta und St. Barbara. Eine Madonna mit Kind befindet sich an der Südwand. Die Kreuzwegstationen stammen aus dem Jahre 1765.
Der Hauptaltar aus der zweiten Hälfte des 19. Jahrhunderts zeigt die Kirchenpatrone St. Primus und St. Felician, flankiert von St. Florian und St. Johannes dem Täufer. Seitlich befinden sich Darstellungen von St. Martin und St. Georg. Über dem Triumphbogen ist die Heilige Dreifaltigkeit abgebildet. Die Kanzel ist im Stil des Rokoko gestaltet.
Vor der Kirche steht ein 1946 errichtetes Säulendenkmal für die im Zweiten Weltkrieg gefallenen Einwohner und Opfer faschistischer Gewalt, gestaltet vom Steinbildhauer Alojz Vurnik.